# Rågsved
Rågsved – dzielnica (stadsdel) Sztokholmu, położona w jego południowej części (Söderort) i wchodząca w skład stadsdelsområde Enskede-Årsta-Vantör. Graniczy z dzielnicami Hagsätra, Högdalen i Fagersjö oraz z gminą Huddinge.
Według danych opublikowanych przez gminę Sztokholm 31 grudnia 2020 r. Rågsved liczyło 11 793 mieszkańców. Powierzchnia dzielnicy wynosi łącznie 2,05 km², z czego 0,08 km² stanowią wody.
Rågsved jest jedną ze stacji na zielonej linii (T19) sztokholmskiego metra.